# El Palmar de Troya

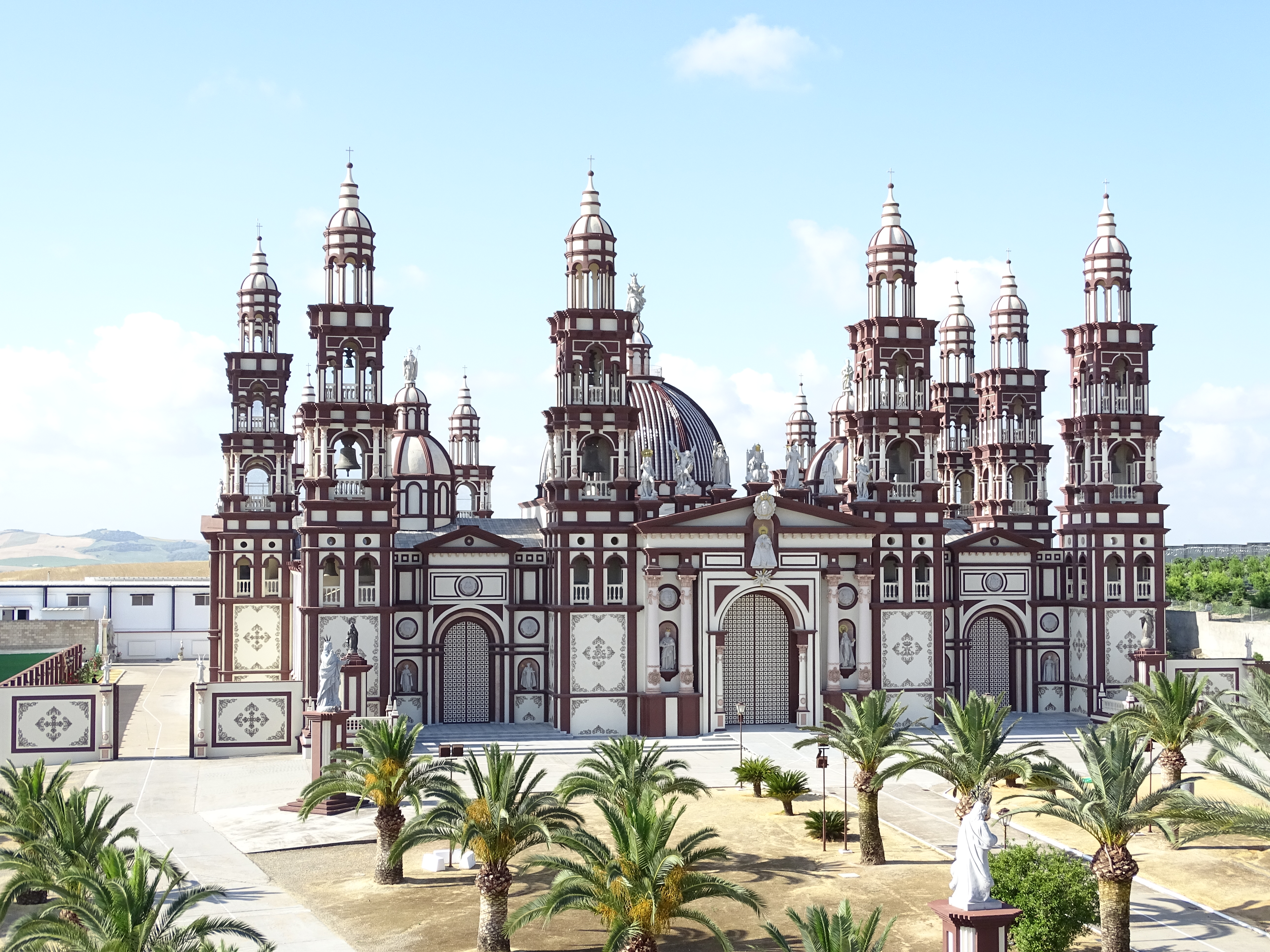
Kathedraal van El Palmar de Troya

El Palmar de Troya is een dorp in de Spaanse autonome gemeenschap Andalusië. Het dorp is geen zelfstandige gemeente maar hoort bij de gemeente Utrera.

## Palmariaans-Katholieke Kerk
Het dorp is vooral bekend als de zetel van de Palmariaans-Katholieke Kerk, een christelijke sekte gesticht door Clemente Domínguez y Gómez in de jaren 70. Hij leidde de kerk als tegenpaus Gregorius XVII tot zijn dood in 2005. Daarna werd hij opgevolgd door tegenpausen Petrus II (Manuel Alonso Corral), Gregorius XVIII (Sergio María) en Petrus III (Joseph Odermatt), die de sekte sinds 2016 leidt.
In het boek "Origin" (Oorsprong) van Dan Brown uit 2017 speelt de kathedraal en de Palmariaanse beweging een belangrijke rol.